# Çakıllı, Vize
Çakıllı là một thị trấn thuộc huyện Vize, tỉnh Kırklareli, Thổ Nhĩ Kỳ. Dân số thời điểm năm 2011 là 2.282 người.